# مرد گربه‌ای من
مرد گربه‌ای من (انگلیسی: My Catman؛‏ چینی ساده: 捡来的猫男) یک مجموعه تلویزیونی محصول چین و کره جنوبی در سال ۲۰۱۷ با بازی ایم شی وان، چه سو بین و کیم میونگ سو است. این مجموعه یک تولید مشترک بین ام‌بی‌سی از کره جنوبی و شانگهای یولایک مدیا از چین است.

## بازیگران
- ایم شی وان در نقش جی بک
- چه سو بین در نقش می اوه
- کیم میونگ سو در نقش جونگ هو یون
- کیم گیو سون

## جوایز و نامزدی‌ها
| سال  | مراسم جوایز      | دسته                           | نامزد / اثر   | نتیجه | منابع |
| ---- | ---------------- | ------------------------------ | ------------- | ----- | ----- |
| ۲۰۱۷ | جوایز سئول وب‌فِست | بهترین مجموعه اینترنتی (کره‌ای) | مرد گربه‌ای من | برنده | [ ۳ ] |
| ۲۰۱۷ | جوایز سئول وب‌فِست | جایزه ویژه هیئت داوران         | مرد گربه‌ای من | برنده | [ ۳ ] |